# Izvoare (Florești)

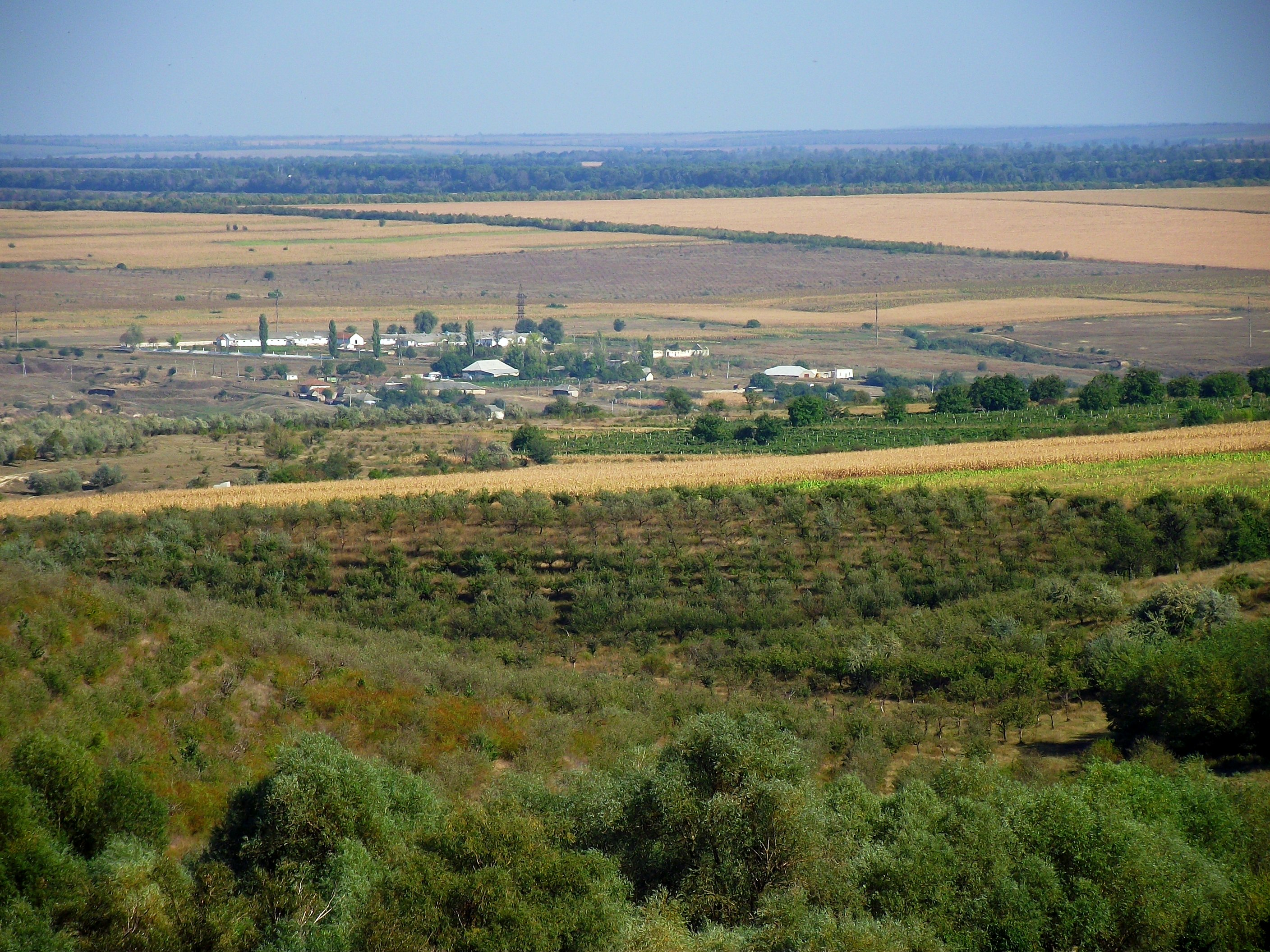
Izvoare

Izvoare ist eine Gemeinde im Nordosten der Republik Moldau. Sie liegt im Rajon Florești nordwestlich der Rajonshauptstadt Florești. Sie besteht aus den Dörfern Izvoare, Bezeni und Scaieni.

## Demografie
Laut den Daten der Volkszählung von 2014 hat die Gemeinde eine Bevölkerung von 1593 Einwohnern, von denen 46,6 % Männer und 53,4 % Frauen sind. Die ethnische Struktur der Bevölkerung im Dorf: 95,0 % Moldauer, 4,1 % Rumänen, 0,5 % Ukrainer. Bei der Volkszählung von 2004 gab es 1811 Einwohner.